# M-37 45mm反坦克炮 (53-K)
M-37 45 mm反坦克炮（俄语：45-мм противотанковая пушка образца 1937 года）（工厂内部名称 53-K）是一个在苏德战争中第一阶段使用的轻型速射反坦克炮。它是苏联火炮设计师米哈伊尔·罗吉诺夫在前任设计师V·冯·贝林被逮捕并依法处决后的续作。因为它的反装甲能力不够，它被长身管的M-42取代了。

## 历史
53-K是19-K的一个改进化可以使用现代化弹药的版本。 其他改进包括半自动后膛、瞄准、点火按钮、悬挂、可靠的炮盾、可移动部件再平衡。如此多的改进让它获得了新的工厂代号（53-K）。
设计工作于1936年9月7日结束。结果在1937年早期被采纳为一个红军的轻型半自动反坦克炮，由此可知它的名字“M-37 45 mm反坦克炮”（俄语: 45-мм противотанковая пушка образца 1937 года）。这些火炮也用来援助西班牙共和国并且被在英国第15反坦克旅向布伦特战斗的国际纵队所使用。理查德·巴克赛尔指出这些西班牙的火炮最多甚至可以对3千米的重型坦克有效。这些火炮在苏德战争的第一阶段也有所使用。但是它的反装甲能力只能允许它攻击德国的轻型坦克与装甲运兵车。早期的三号坦克与四号坦克也能在近距离被击穿前装甲，但是这会让苏联炮手面临更大的风险。由于这些情况，53-K被更好的M-42取代了，大规模的生产也于1943年结束。它总共被制造了37354门。被德国人缴获的53-K被命名为 4.5 cm Pak 184/1(r)。
两门炮作为一个反坦克排，每个步兵营里都有。另外12门是在步兵师级别的反坦克营里。它也用于单独的反坦克团（4-5个炮组，每个炮组4门炮）。

## 弹药
弹药类型
- B-240/BR-240 穿甲弹
- UBR-240P       硬芯穿甲弹
- UBR-243P       次口径穿甲弹
- UBR-243SP     穿甲弹
- UBZR-243       穿甲燃烧弹
- UO-243          破片弹
- UssH-243       榴霰弹
- 化学穿甲弹
- 烟雾弹

## 相片画廊

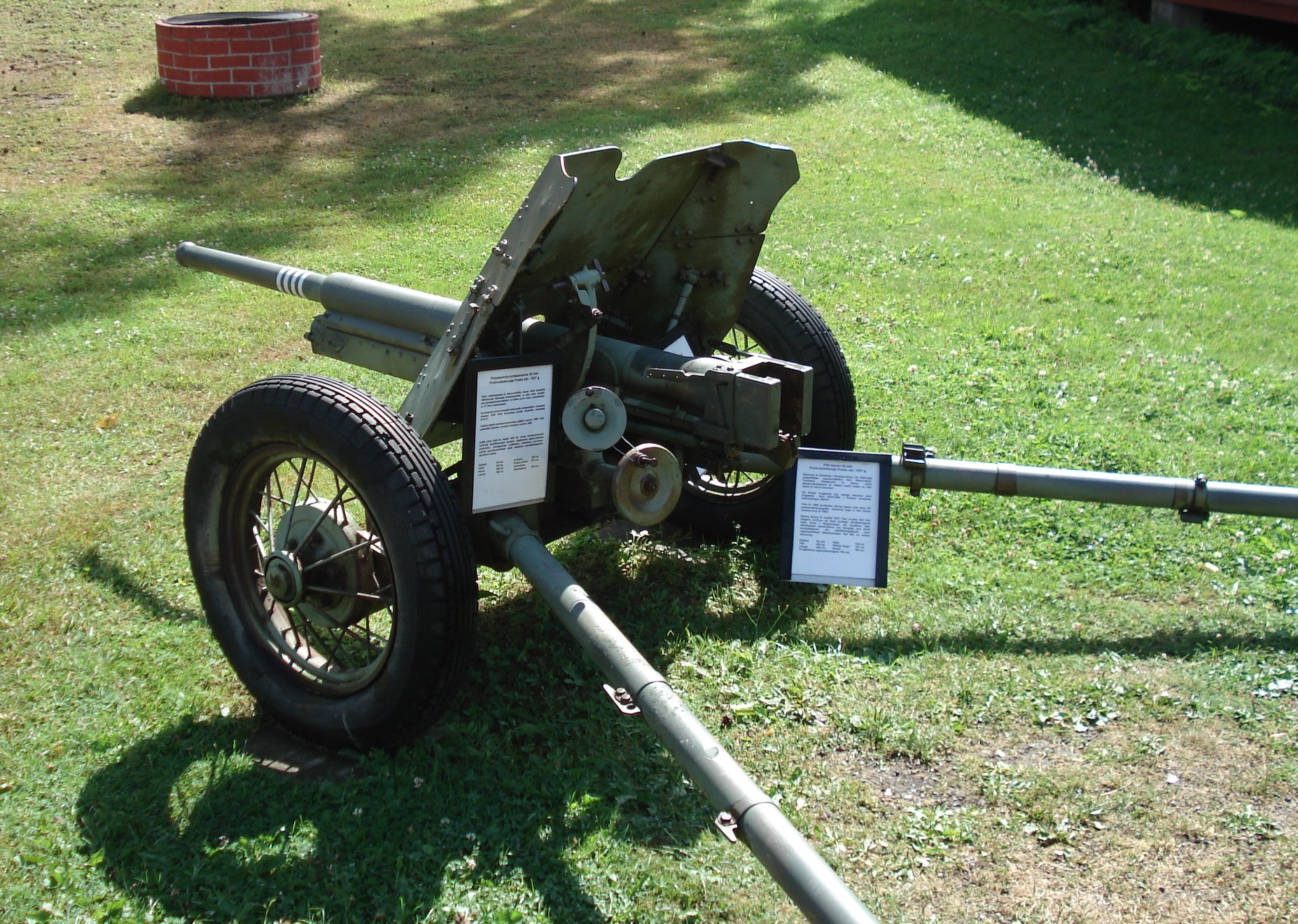
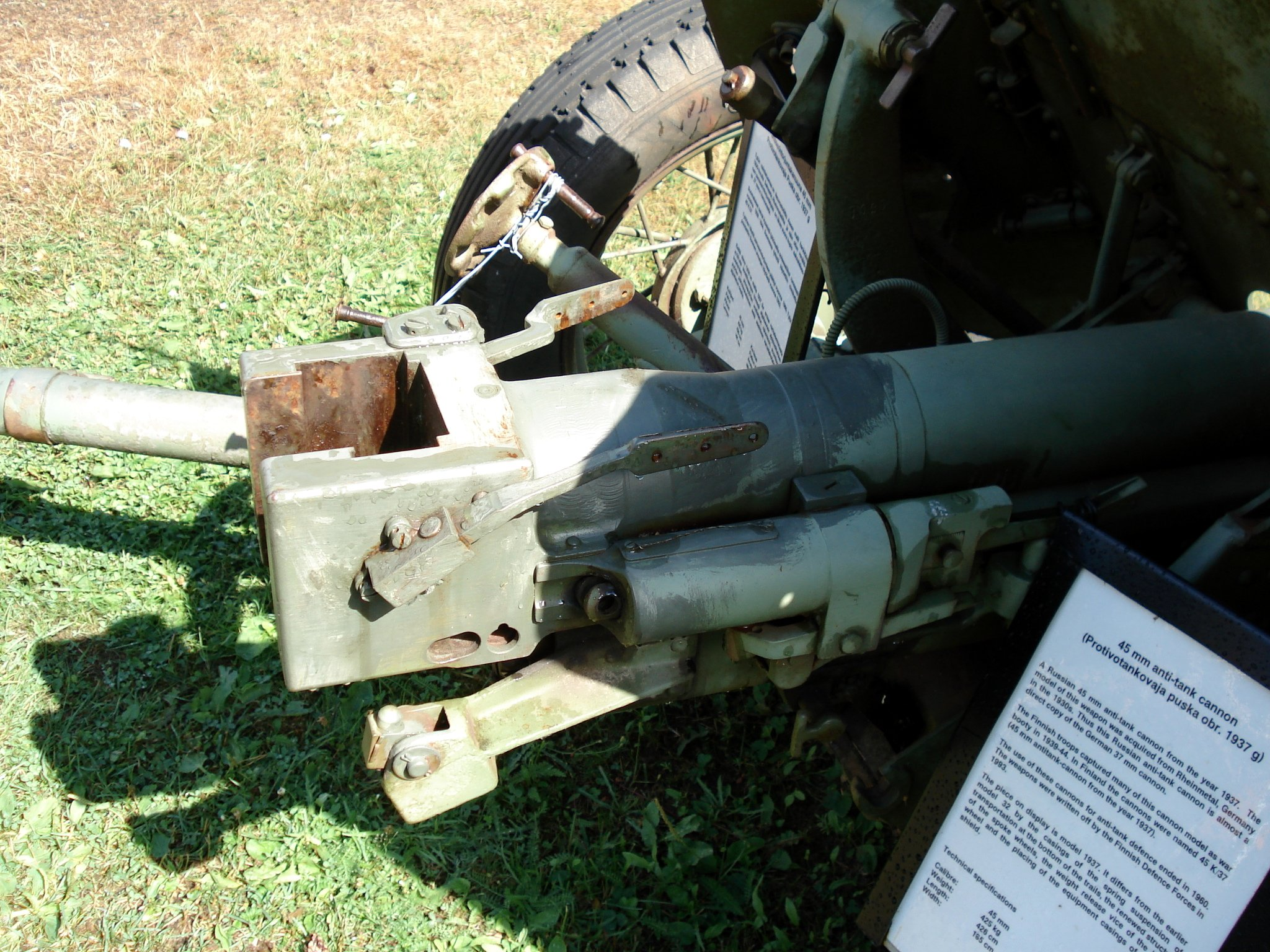
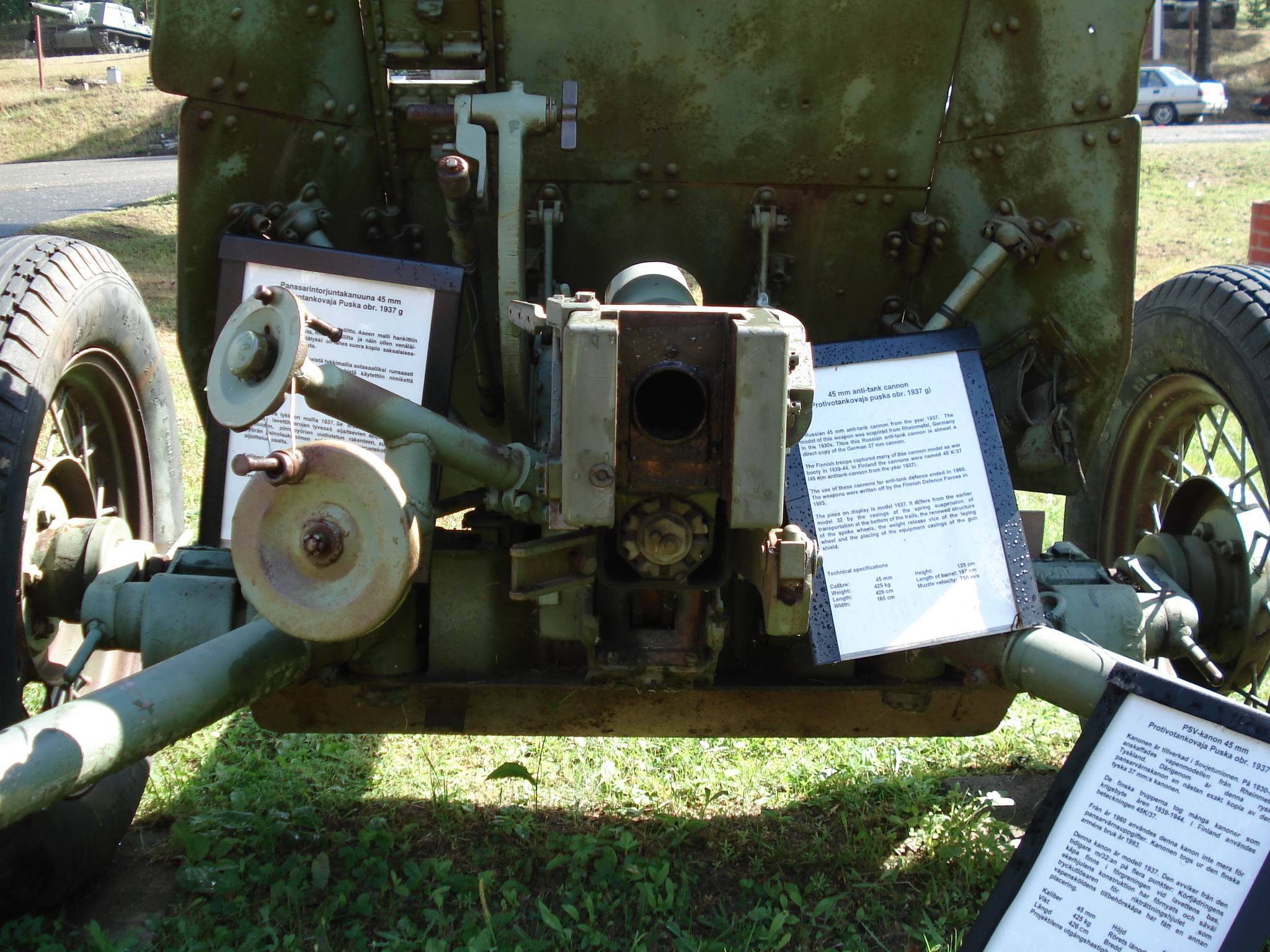
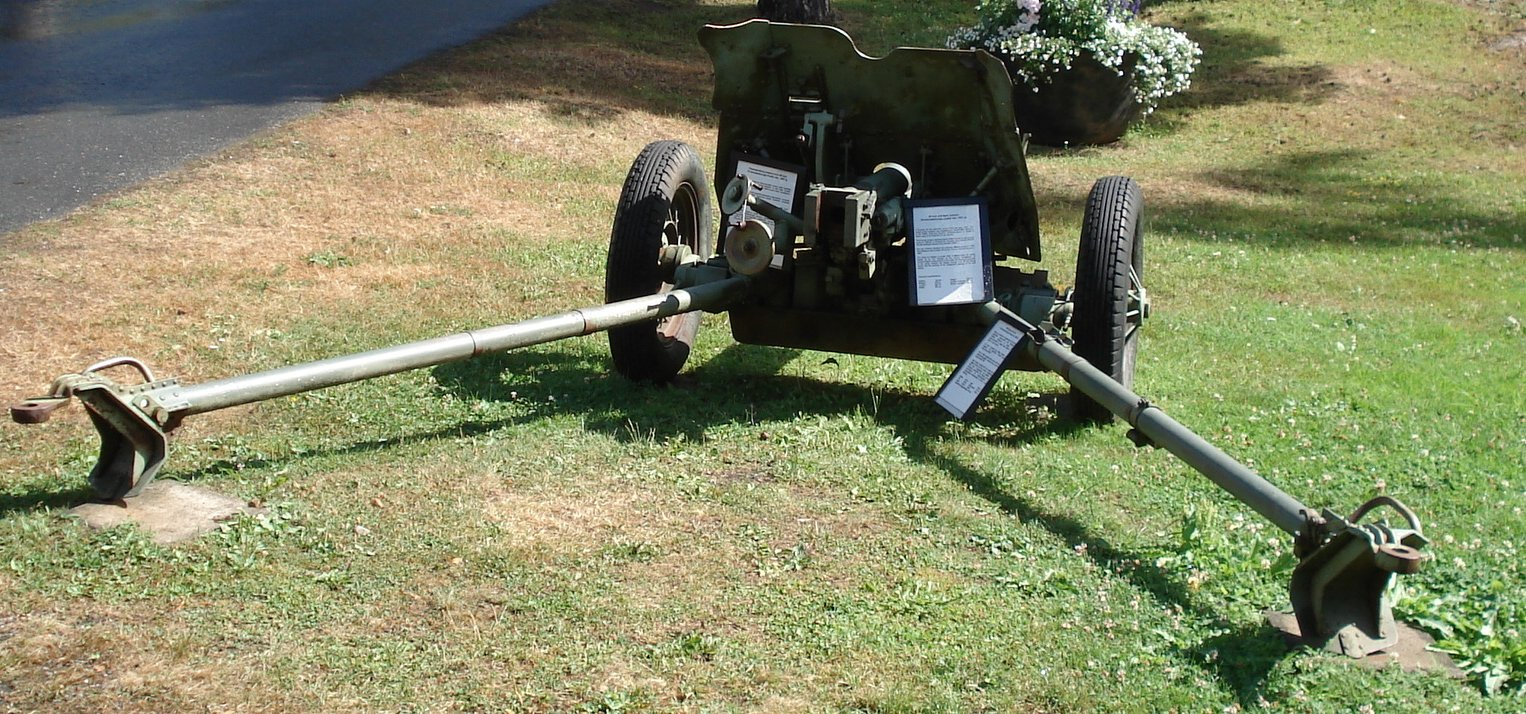

## 性能
| 穿深                    | 穿深  | 穿深  | 穿深  | 穿深  | 穿深  |
| ----------------------- | ----- | ----- | ----- | ----- | ----- |
| 类型                    | 100m  | 500m  | 1000m | 1500m | 2000m |
| 穿甲榴弹 （APHE）       | 61 mm | 46 mm | 32 mm | 22 mm | 15 mm |
| 风帽穿甲榴弹 （APHEBC） | 59 mm | 45 mm | 35 mm | 29 mm | 26 mm |
| 硬芯穿甲弹 （APCR）     | 94 mm | 64 mm | 40 mm |       |       |

## 引用
1. 1 2
2. ↑  . www.opoccuu.com.   [2018-06-14]. （原始内容存档于2020-05-24）.
3. ↑  Mates, Lewis. . Contemporary British History. 2014-01-02, 28 (1): 113–116  [2018-06-14]. ISSN 1361-9462. doi:10.1080/13619462.2014.874655. （原始内容存档于2019-10-18）.
4. ↑  . Wikipedia.   [2018-06-14]. （原始内容存档于2022-05-05） （英语）.
5. ↑  Bird, Lorrin Rexford. . Albany, N.Y.: Overmatch Press https://www.worldcat.org/oclc/71143143. 2001  [2018-06-14]. （原始内容存档于2019-10-18） （英语）. 缺少或|title=为空 (帮助)